# Верка Сердючка
Ве́рка Сердю́чка — сценический образ, в котором выступает украинский артист Андрей Данилко.
По словам автора, Верка Сердючка — это арт-персонаж, с помощью которого он рассказывает о себе.

## История
Прообраз возник в 1989 году в полтавской театральной студии «Гротеск». Прототипом персонажа была школьная любовь Андрея — Анна Сердюк, а имя Вера досталось от школьной уборщицы. По авторскому замыслу, Вера Васильевна (в телепрограмме «СВ-шоу») или Валерьевна (в фильме «Приключения Верки Сердючки»), иногда Михайловна (по реальному отчеству Андрея Данилко) Сердюк — продавщица, проводница, певица, телеведущая, актриса.
На большую сцену Верка Сердючка впервые вышла в Полтавском областном музыкально-драматическом театре имени Н. В. Гоголя 8 марта 1991 года. 1 апреля 1993 года на конкурсе «Юморина» в Полтаве Верка Сердючка была впервые представлена большой аудитории. Саркастический и весёлый персонаж сразу же понравился зрителям и судьям. В 1994 году Верка Сердючка стала знаменитой, благодаря видеокассетам и телевидению, всеукраинская слава пришла в 1997 году благодаря «СВ-шоу». Программа начала выходить с сентября 1997 на 1+1 и быстро завоевала популярность не только на Украине, но и за её пределами.
В 1997 году вышла первая песня Верки Сердючки — «Просто Вера». 13 декабря 1997 в Киеве состоялся концерт «Рождественские встречи Верки Сердючки» в Национальном дворце искусств «Украина». В 1998 был издан первый сольный мини-альбом артистки — «Я рождена для любви». Также в 1998 и 1999 годах вышли первые музыкальные видеоклипы Сердючки на песни «По чуть-чуть» и «Контролёр» (реж. В. Феофилактов и М. Паперник).
В мае — июне 1999 года на сценах Национального академического театра русской драмы имени Леси Украинки и Национального академического драматического театра имени Ивана Франко прошли 10 премьерных аншлаговых шоу-представлений Верки Сердючки — «Титаник, или Плывущая страна».
После выхода шоу-спектакля «Титаник» летом того же года начинается активная гастрольная деятельность Сердючки в странах СНГ.
С 18 по 22 апреля 2001 года в Национальном академическом театре русской драмы имени Леси Украинки прошли 5 концертов Верки Сердючки с программой «Я — революция!».
В 2003 году вышел первый полноценный студийный альбом Верки Сердючки «Ха-ра-шо!» с суперхитом «Всё будет хорошо!». Пластинка получила статус «бриллиантовой».
До 2004 года сценической партнёршей Верки Сердючки была её молчаливая ассистентка Геля (актриса Радмила Щёголева). С 2004 года Сердючку постоянно сопровождает «мама» в исполнении актрисы Инны Белоконь.
В 2007 году, благодаря 2-му месту в «Евровидении» с песней «Dancing Lasha Tumbai», Верка Сердючка стала известной в Евросоюзе, но из-за текста песни, которая якобы напоминала по звучанию фразу «Russia, Goodbye» (рус. Россия, прощай), Данилко был вынужден прекратить выступления на территории России. В качестве причины он указывал на конфликт интересов между ним и Первым каналом. Тем не менее образ Верки Сердючки стал так популярен, что на территории России и стран СНГ продолжают выступать многочисленные двойники и пародисты.
С октября 2008 по январь 2009 года на ТРК «Украина» выходило «Шоу Верки Сердючки».
В 2010 году Сердючка отправляется на гастроли по Австралии и Израилю. В феврале 2011 года Верка Сердючка гастролирует по Чехии и Испании.
В 2015 году Сердючка появилась как камео в американском фильме «Шпион», где Верка исполняла песню «Dancing Lasha Tumbai» под открытым небом на площади, под крики восторженной толпы. Песни Сердючки «Dancing Lasha Tumbai» и «Spy Party» вошли в официальный саундтрек фильма.
28 июня 2017 в Киеве в рамках музыкального фестиваля «Atlas Weekend 2017» прошёл концерт, посвящённый возвращению Сердючки на большую сцену СНГ. Событие собрало рекордное количество зрителей — более 100 000 человек пришли на площадь перед сценой.
2 июля 2018 года Андрей Данилко заявил, что прекращает выступать в образе Верки Сердючки. Позже информация была опровергнута менеджером артиста.
В 2020 году песня «Dancing Lasha Tumbai» прозвучала в британском сериале «Убивая Еву». В пятой серии третьего сезона главная героиня сериала Вилланель танцует под неё на ежегодном фестивале урожая.
4 сентября 2020, впервые за 12 лет, вышел мини-альбом артистки «Sexy». Авторами и продюсерами альбома стали шведские продюсеры Андриас Орн, Крис Воле и Петер Бустрем (Bassflow).
В 2021 году Верка Сердючка стала соведущей одного из выпусков юбилейного сезона тревел-шоу «Орёл и решка» вместе с Верой Брежневой, в том же году снялась в рекламе «АТБ».
Также в этом году стала одним из хедлайнеров музыкального фестиваля «Atlas Weekend 2021», в рамках которого дала большой сольный концерт.

## Телевидение
- 1994 — дебют на телевидении (программа «Чиз» харьковской студии «Приват ТВ»)[46];
- 1997—2002 — «СВ-шоу» (телеканалы «1+1», «РТР», «ТВ-6»)[47];
- 2006 — шоу «Улётный отпуск» («Новый канал»)[48];
- 2008—2009 — «Шоу Верки Сердючки» (ТРК «Украина»)[49];
- 2012 — «Субботний вечер» на телеканале «Россия-1»[50];
- 2021 — «Орёл и решка» («Интер», «Пятница!») (юбилейный выпуск, совместно с Верой Брежневой)[51][52].

## Концертные программы
- «Рождественские встречи Верки Сердючки» (1997)[53]
- «Титаник, или Плывущая страна» (1999)[54]
- «Я — революция!» (2001—2002)[55]
- «Я рождена для любви» (лето 2003)[56]
- «Только хиты» (2003—2004)[57]

## Евровидение

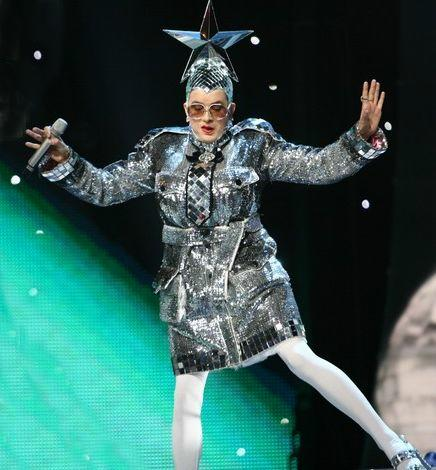
Верка Сердючка на Евровидении-2007

«Евровидение-2007» в Хельсинки — песня «Dancing Lasha Tumbai», 2 место. Также Верка Сердючка получила на конкурсе почётное звание «Мисс Евровидение-2007».
Кроме того, Верка Сердючка стала любимицей «Евровидения», благодаря чему в течение многих лет организаторы конкурса продолжают приглашать Сердючку в качестве почётной гостьи. Выступление Верки Сердючки входит в список самых ярких номеров за всю историю «Евровидения».
В 2016 году костюм Сердючки с выступления на «Евровидении-2007» попал в музыкальный музей ABBA The Museum (Стокгольм), где в честь 60-летия конкурса прошла интерактивная выставка «Good evening Europe».
Для конкурса песни Евровидение-2017, организованного на Украине, была выпущена серия коротких видеоклипов под названием «Verkavision», в которых рассказывается вымышленная история о характере Верки Сердючки и о её путешествии в качестве звезды «Евровидения». Верка также появляется на сцене во время финала и открывает телеголосование.
18 мая 2019 года в финале «Евровидения» Данилко в образе Сердючки принял участие в качестве приглашённой звезды, перепев песню прошлогодней победительницы конкурса Netta — «Toy».

## Семья

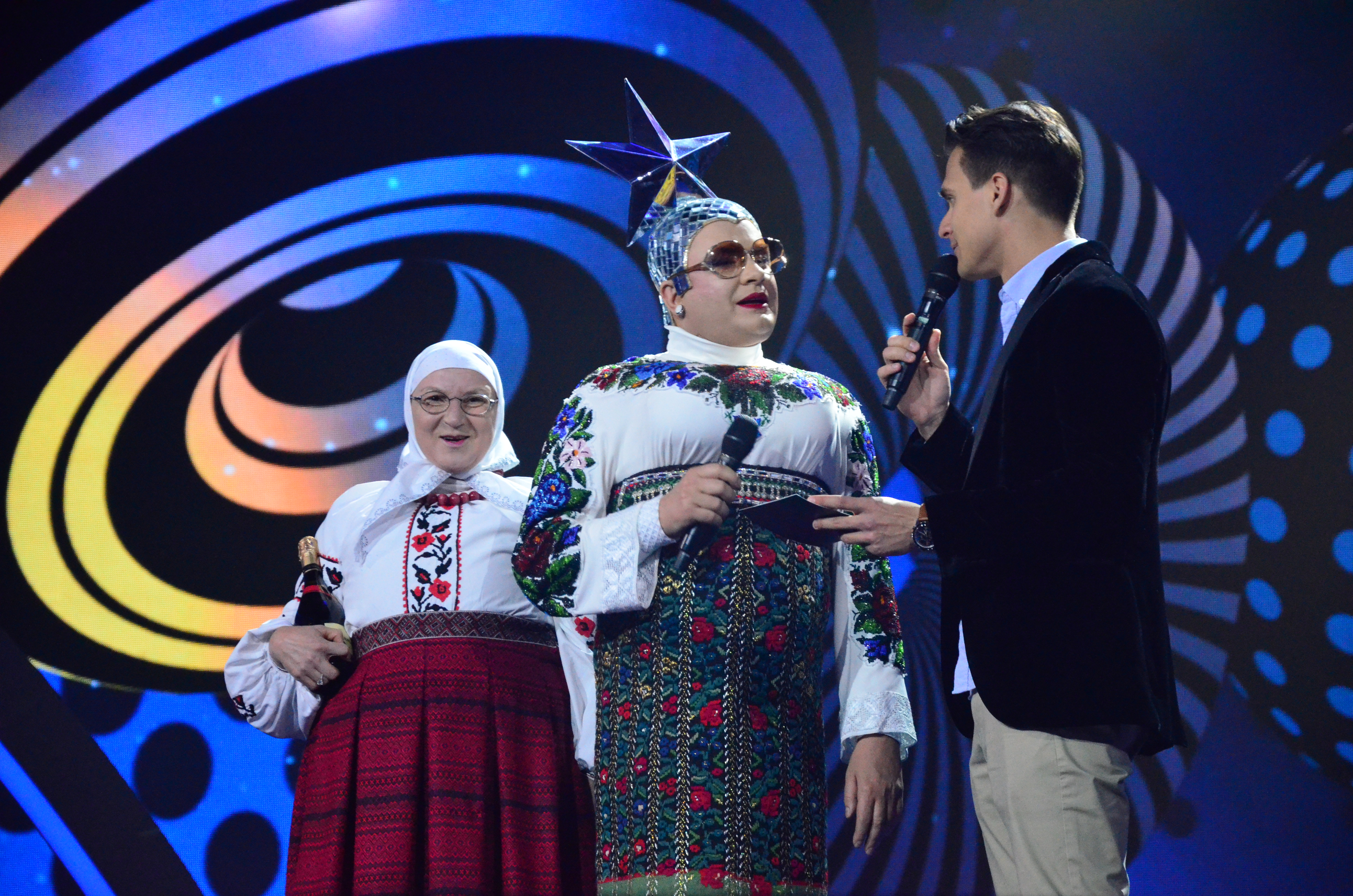
Верка Сердючка с мамой

- Мама — Инна Адольфовна Сердюк, роль которой играет актриса Инна Белоконь. Впервые мама появилась в номере «Похороны»[68].
- Отец — Валерий Сердюк, но по словам мамы Верки, её отец — Юрий Гагарин[69].

## Дискография

### Альбомы
- 1998 — «Я рождена для любви»
- 2001 — «Пирожок»
- 2002 — «Неизданное»
- 2003 — «Ха-ра-шо!»
- 2003 — «Чита Дрита»
- 2004 — «Жениха хотела. Неизданное»
- 2006 — «Trali-vali» (вышел в трёх вариантах издания на CD и а/к, альбомы отличались цветом обложки и страной-издателем)
- 2007 — Dancing Europe
- 2008 — Doremi doredo
- 2008 — The Best
- 2020 — (mini album) Sexy

### Песни
- Просто Вера (1997)
- Я рождена для любви (1998)
- По чуть-чуть (1998)[70]
- Контролёр (1999)
- Гоп-Гоп-Гоп (2001)
- Пирожок (2001)
- Горілка (2002)
- А метель метёт белая (2002)
- Я не поняла (2003)
- Чита-дрита (2003)
- Новогодняя (2003)
- Всё будет хорошо (2003)
- Ты на север, я на юг (2003)
- Гуляночка (2003, из мюзикла «За двумя зайцами»)
- А я только с мороза (2003)[71]
- Северные девки (2003, из мюзикла «Снежная королева»)
- Жениха хотела (дуэт с Глюкозой, 2004)
- Ёлки (2004)
- Тук-тук-тук (2004)
- Трали-вали (2005)
- Хорошо красавицам (2005)
- Я попала на любовь (2005)[72]
- Бери всё (2006)
- А я смеюсь (2006)
- Сама себе (дуэт с Любашей, 2006)
- Dancing Lasha Tumbai (2007)
- Evro Vision Queen (2008)
- Doremi (2008)
- Kiss, please (2008)
- Essen (2008)
- Дольче Габбана (2010)
- Смайлик (2011)
- Switter (2012)
- Золушка (2013, Не проститутка я, а просто влюбчивая)
- Гидропарк (Помада Алая) (2014)
- Make it rain champagne (2019)
- Sexy (2020)
- Swedish Lullaby (2020)
- Є пропозиція (2022, саундтрек к фильму "Большая прогулка")

## Видеоклипы
- 1998 — «По чуть-чуть» (реж. Вячеслав Феофилактов)
- 1999 — «Контролёр» (реж. Максим Паперник)
- 2001 — «Пирожок» (реж. Владимир Якименко)
- 2001 — «Гоп-гоп» (реж. Максим Паперник)
- 2001 — «Вера плюс Миша» (дуэт с Михаилом Поплавским)
- 2003 — «Всё будет хорошо» (реж. Максим Паперник)
- 2003 — «Чита-дрита» (реж. Семён Горов)
- 2003 — «Новогодняя» (реж. Альберт Хамитов)[73]
- 2003 — «Я не поняла» (мюзикл «Золушка») (реж. Семён Горов)
- 2003 — «Ти напився як свиня» (мюзикл «Сорочинская ярмарка») (реж. Семён Горов)
- 2004 — «Тук-тук-тук» (реж. Семён Горов)
- 2005 — «Я попала на любовь» (реж. Семён Горов)
- 2005 — «Tralli-valli» (реж. Александр Филатович)
- 2005 — «Хорошо красавицам» (реж. Александр Филатович)
- 2006 — «Бери всё (что у меня есть)» (реж. Александр Игудин)
- 2006 — «А я смеюсь» (реж. Семён Горов)
- 2007 — «Dancing Lasha Tumbai» (реж. Семён Горов)
- 2007 — «Kiss Please» (реж. Алан Бадоев)
- 2008 — «Doremi» (реж. Семён Горов)[74]
- 2008 — «Evro Vision Queen» (реж. Сергей Дахин и Евгений Адаменко)
- 2008 — «Essen (Tim-Tim Taram)» (реж. Виктор Скуратовский)

## Фильмография
- 2001 — Вечера на хуторе близ Диканьки — Сердючка
- 2002 — Золушка — Брунгильда
- 2003 — Снежная королева — Ксения, шаманка
- 2003 — За двумя зайцами — Светлана Марковна
- 2004 — Сорочинская ярмарка — Хивря
- 2004 — Три мушкетёра — мадам Ришельё
- 2006 — Первый скорый — камео
- 2006 — Приключения Верки Сердючки — камео
- 2007 — Очень новогоднее кино, или Ночь в музее (реж. Р. Бутовский, Г. Скоморовский) — привидение
- 2010 — Морозко — мачеха
- 2011 — Новые приключения Аладдина — джинша
- 2012 — Красная Шапочка — Красная Шапочка
- 2013 — Три богатыря — Баба-Яга
- 2015 — Шпион — камео
- 2017 — Слуга народа 2 — камео

## Двойники
Образ Верки Сердючки используют многочисленные двойники, с которыми судился Андрей Данилко.

Ненавижу двойников, честно вам скажу! Я бы их всех поставил в шеренгу и расстрелял!— Андрей Данилко, 2005 год

## Критика
Депутат Тарас Черновол: «Сердючка — гермафродит, представляющий маргинальную периферийную часть жлобской публики».
В 1999 году «Вечерняя Москва» опубликовала ряд статей, в которых говорилось о непринятии образа Верки Сердючки украинской публикой: «Проводницу Верку Сердючку из „СВ-шоу“ на родине, Украине, не любят, упрекая её в неинтеллигентности, скудости ума и пошлости». Также украиноязычному населению не понравилось, что «Данилко своим суржиком издевается над всем украинским народом».
Наталья Астахова в обзоре телепрограмм в газете «Крымская правда», высказалась и о «СВ-шоу»: «Ну не любо мне смотреть на Верку Сердючку, то бишь Андрея Данилко, а может, наоборот, он, она, оно уже само не знает, кто оно есть. Однако вещает на диком суржике, разных знаменитостей на диван укладывает, пледом укрывает, гадости говорит. А они терпят».

## Цензура
В ноябре 2022 года, за песню «Гуляночка» (в которой есть одна строчка гимна Украины) в аннексированном Россией Крыму, заставили извиняться жительницу Ялты. В августе 2023 года, в Крыму заставили извиняться и оштрафовали трёх девушек, танцевавших под эту же песню Верки Сердючки.

## Пародии
- 2004 — Братья Пономаренко. «Сердючка и Якубович»[84]
- 2009 — Большая разница. «Женские истории с Оксаной Пушкиной»[85]. В роли Сердючки и Андрея Данилко — Александр Олешко;
- 2014 — Точь-в-точь. Жасмин. Верка Сердючка — «Всё будет хорошо»[86];
- 2015 — «Пороблено в Украине». «Вумэн мэн» (по мотивам жизни Андрея Данилко и фильма Бердмен)[87];
- 2018 — Лига смеха. Луганская Сборная — Прощальный концерт Верки Сердючки[88].